# Saharon Shelah
Saharon Shelah (3 de julho de 1945) é um matemático israelense.
É professor de matemática da Universidade Hebraica de Jerusalém e da Universidade Rutgers em Nova Jérsei, Estados Unidos.